# Podelzig
Podelzig es un municipio situado en el distrito de Märkisch-Oderland, en el estado federado de Brandeburgo (Alemania), a una altitud de 50 metros. Su población a finales de 2016 era de 900 habs. y su densidad poblacional, 30 hab/km².